# Амалия фон Насау-Вайлбург
Амалия Шарлота Вилхелмина Луиза фон Насау-Вайлбург (на немски: Amelia Charlotte Wilhelmina Louise von Nassau-Weilburg; * 6 август 1776, Кирххаймболанден; † 19 февруари 1841, дворец Шаумбург на Лан, близо до Лимбург на Лан) е принцеса от Насау-Вайлбург и чрез женитби княгиня на Анхалт-Бернбург-Шаумбург-Хойм и баронеса на Штайн-Либенштайн цу Бархфелд.

## Произход
Тя е дъщеря (десетото дете) на княз Карл Кристиан фон Насау-Вайлбург (1735 – 1788) и съпругата му Каролина Оранска-Насау-Диц (1743 – 1787), дъщеря на княз Вилхелм IV Орански и принцеса Анна, дъщеря на английския крал Джордж II и Каролина фон Бранденбург-Ансбах. Сестра е на княз Фридрих Вилхелм фон Насау-Вайлбург (1768 – 1816).

## Фамилия
Първи брак: на 29 октомври 1793 г. във Вайлбург с княз Виктор II фон Анхалт-Бернбург-Шаумбург-Хойм (1767 – 1812) от династията Аскани. Двамата имат децата:
- Хермина (1797 – 1817), ∞ на 30 август 1815 г. в Шаумбург за ерцхерцог Йозеф Антон Йохан Австрийски (1776 – 1847)

- Аделхайд (1800 – 1820), ∞ на 24 юли 1817 г. в Шаумбург за Август фон Олденбург (1783 – 1853)

- Емма (1802 – 1858), ∞ на 26 юни 1823 г. в Шаумбург за княз Георг II фон Валдек-Пирмонт (1789 – 1845)

- Ида (1804 – 1828), ∞ на 24 юни 1825 г. в Шаумбург за бъдещия велик херцог Август фон Олденбург (1783 – 1853)

Втори брак: на 15 февруари 1813 г. в Шаумбург с барон Фридрих фон Щайн-Либенщайн-Бархфелд (1777 – 1849). Те имат един син:
- Фридрих Густав фон Щайн-Либенщайн (1813 – 1875), фрайхер фон Бархфелд; ∞ на 18 май 1841 г. за Каролина Шулц.